# Nashville Kats
| Nashville Kats | Nashville Kats                                   |
| Gegründet 1997 (2005, 2024) Spielen in Nashville                                                                                        | Gegründet 1997 (2005, 2024) Spielen in Nashville |
| --- | ------------------------------------------------ |
| \| \| \| \| \| \| |                                                  |
| Teamfarben | Himmelblau, Navyblau, Rot, Weiß                  |
| Liga |                                                  |
| - Arena Football League (1997–2001) - Arena Football League (2005–2007) - Arena Football League (2024) - Arena Football One (seit 2025) |                                                  |
| Erfolge |                                                  |
| Meisterschaften (0) |                                                  |
| Play-off-Teilnahmen (0) 1997, 1998, 1999, 2000, 2001, 2006, 2024                                                                        |                                                  |
| Stadien |                                                  |
| |                                                  |
| |                                                  |
| |                                                  |

Nashville Kats ist der Name dreier aufeinander folgender Arena-Football-Team aus Nashville (Tennessee). Die beiden ersten Teams dieses Namens spielten von 1997 bis 2001 und von 2005 bis 2007 in der Arena Football League (AFL). Ihre Heimspiele trugen diese im Gaylord Entertainment Center aus. Das dritte Team spielt in der Arena Football One (AF1).

## Geschichte

### Nashville Kats (1997–2001)
Die Kats wurden 1997 gegründet und starteten im gleichen Jahr in der AFL. In allen fünf Spielzeiten erreichte man die Playoffs. Im Jahr 2000 und 2001 zog man sogar jeweils bis in den ArenaBowl, verlor aber beide Partien.
2001 wurde bekannt gegeben, dass das Franchise völlig überraschend verkauft würde. Nicht aber weil die sportliche Leistung mangelhaft war oder die Zuschauerzahlen niedrig. Offenbar gab es Diskrepanzen bezüglich der Nutzung der Arena. Die Arenabetreiber waren mehr an den Nashville Predators aus der National Hockey League (NHL) interessiert. Somit konnten schließlich kaum noch freie Termine für Heimspiele gefunden werden. Das Franchise wurde daraufhin verkauft und als Georga Force in Atlanta, Georgia neugegründet.

### Nashville Kats (2005–2007)
2005 gründete Bud Adams, bis zu seinem Tod 2013 Besitzer der NFL-Franchise Tennessee Titans, eine Franchise in Nashville und nannte sie in Anlehnung an die ursprüngliche Franchise in Nashville die Kats. Er erwarb jegliche Logo und Namensrechte, sodass Teamname und Logo identisch blieben.
Sportlich konnte man nicht an die erste Amtszeit der Kats anknüpfen. In drei Jahren erreichte man nur noch einmal die Playoffs und scheiterte dort bereits in der Wild Card Round gegen die Chicago Rush. 
Nach der Saison 2007 lösten sich die Kats endgültig auf. Grund dafür sei hauptsächlich, dass die Kats kein ausgereiftes finanzielles Konzept mehr vorlegen konnten.

### Nashville Kats (seit 2024)
Die AFL wurde 2024 zum zweiten Mal neu gegründet. Dafür wurden auch die Nashville Kats wiederbelebt. Sie spielten im Nashville Municipal Auditorium und zogen ins Halbfinale ein. Einer der Eigentümer ist Jeff Fisher, ehemals Head Coach des NFL-Teams Tennessee Titans. Die Liga kollabierte nach einem Jahr und die Kats beteiligten sich an der Gründung der Nachfolgeliga Arena Football One. Deren Commissioner Fisher wurde. Im Mai 2025 wurde Jon Gruden Teil der Eigentümer der Kats.

## Saisonstatistiken
| Jahr | Liga | S  | N | U | Playoffrunde |
| ---- | ---- | -- | - | - | --- |
| 1997 | AFL  | 10 | 4 | 0 | N Viertelfinale gg. Tampa Bay Storm 49:52 |
| 1998 | AFL  | 9  | 5 | 0 | N Viertelfinale gg. Orlando Predators 58:43 |
| 1999 | AFL  | 8  | 6 | 0 | N Viertelfinale gg. Arizona Rattlers 30:34 |
| 2000 | AFL  | 9  | 5 | 0 | S Wild Card Game gg. Grand Rapids Rampage 57:14 S Viertelfinale gg. Iowa Barnstormers 63:56 S Halbfinale gg. San Jose SaberCats 51:42 N ArenaBowl XIV gg. Orlando Predators 38:41 |
| 2001 | AFL  | 10 | 4 | 0 | S Viertelfinale gg. Toronto Phantoms 45:38 S Halbfinale gg. San Jose SaberCats 71:47 N ArenaBowl XV gg. Grand Rapids Rampage 42:64                                                |
|      |      |    |   |   | |
| 2005 | AFL  | 6  | 9 | 1 | – |
| 2006 | AFL  | 8  | 8 | 0 | N Wild Card Round gg. Chicago Rush 47:55 |
| 2007 | AFL  | 7  | 9 | 0 | – |
|      |      |    |   |   | |
| 2024 | AFL  | 3  | 4 | 0 | S Wild Card Round gg. Orlando Predators 62:32 N Halbfinale gg. Billings Outlaws 32:35                                                                                             |
| 2025 | AF1  |    |   |   | |

## Zuschauerentwicklung
| Jahr | Zuschauerdurchschnitt |
| ---- | --------------------- |
| 1997 | 12.283                |
| 1998 | 12.514                |
| 1999 | 12.789                |
| 2000 | 11.895                |
| 2001 | 10.729                |
|      |                       |
| 2005 | 11.172                |
| 2006 | 9.641                 |
| 2007 | 7.961                 |
|      |                       |
| 2024 | 3.579                 |